# Производња челика
Производња челика има за циљ добијање легуре (железа и угљеника) жељеног хемијског састава и механичких особина. Постизање жељених механичких особина зависи од три међусобно повезана фактора: хемијског састава (комбинација легирајућих елементата), пластичне прераде и термичке обраде. Производња челика се одвија у челичанама, које су део ширег постројења под именом железара. То постројење се најчешће састоји од: погона високе пећи, челичане и ваљаонице (топле и хладне). Погон високе пећи није неопходан у случају ако се челик добија из челичног отпада помоћу електро лучних пећи. Постоје генерално два типа железара: интегрална железара, она која поседује постројење високе пећи, конверторске челичане и топле и хладне ваљаонице, остали типови железара које немају производњу гвожђа (немају високу пећ).

## Процес производње

### Сировине

#### Руде и њихова заступљеност у земљиној кори
Иако је у земљиној кори Железо заступљено сам око 5% састав и распрострањеност железних руда је такав да не може да покрије тренутне потребе човечанства. Поготову не након привредног бума у Азији чије су се последице почеле осећати у другој половини 2003. године.

## Производња и лидери у производњи челика у свету

### Девет највећих светских произвођача челика
- енгл.  (Холандија, САД, Украјина) 60,9 Мил. т. заједно са Arcelor (Луксенбург) 45,2 Мил. т.
- енгл.  (Јапан) 32,4 Мил. т.
- енгл.  (Јапан) 31,6 Мил. т.
- енгл.  (Јужна Кореа) 30,2 Мил. т.
- енгл.  (Народна Република Кина) 21,4 Мил. т.
- енгл.  (САД) 20,8 Мил. т.
- енгл.  (Холандија, Уједињено Краљевство) 19 Мил. т.
- енгл.  (САД) 17,9 Мил. т.
- (Немачка) 17,6 Мил. т.

**годишња производња сировог челика у Мил. т.= Милион тона